# 角部
角部（）は、漢字を部首により分類したグループの一つ。
康熙字典214部首では148番目に置かれる（7画の2番目、酉集の2番目）。

## 概要
「角」字は獣の頭に生える硬質の突起である角を意味する。
その他、名詞としては角の酒杯、軍隊の角笛、物体の二辺が接する場所、二十八宿の一つである角宿、五声の一つといった意味を表す。
また動詞としては競う、競べるといった意味があり、日本の「すもう」の当て字ともなっている「角力」は力を競うという意味である。
偏旁の意符としては角や酒杯に関することを示す。
角部はこのような意符を構成要素に持つ漢字を収める。

## 字体のデザイン差
中国の新字形においては真ん中の縦画が横画を貫く「用」形を採用しており、「角」となる。なお、伝統的な楷書では、縦画が貫くこちらの字形の方が一般的である。
| 康熙字典 日本・台湾・韓国 | 新字形 中華人民共和国 |
| ------------------------- | --------------------- |
| 角                        | 角                    |

## 部首の通称
- 日本：つの・つのへん・かくへん
- 韓国：뿔각부（ppul gak bu、つのの角部）
- 英米：Radical horn

## 部首字
角
- 中古音
  - 広韻 - 古岳切、覚韻、入声
  - 詩韻 - 覚韻、入声
  - 三十六字母 - 見母
- 現代音
  - 普通話 - 拼音：1.jiǎo 2.jué 注音：1.ㄐㄧㄠˇ 2.ㄐㄩㄝˊ ウェード式：1.chiao3 2.chüeh2（官話では字音が二つに分かれた。1は角や角笛、隅、二十八宿、人民元の補助単位など、2は競う、酒杯、五声など）
  - 広東語 - Jyutping:gok3 イェール式:gok3
- 日本語 - 音：カク（漢音・呉音） 訓：つの・かど
- 朝鮮語 - 音：각 (gak) 訓：뿔（ppul、つの）・다툴（datul、争う）・모（mo、かど）・각（gak、角度）

甲骨文
金文
大篆
小篆

## 例字
- 角
  - 5:觚・觝、6:解・觜、11:觴、13:觸（触6）、15:觼